# Білий Олексій Петрович
Білий Олексій Петрович (нар. 1 травня 1961) — кандидат економічних наук, член Партії регіонів; народний депутат ВР України, член фракції Партії регіонів (з 05.2007), член Комітету з питань економічної політики (з 12.2007). Народний депутат 8 скликання. Обраний у 2014 році від партії «Опозиційний блок» (№ 5 у списку). Голова підкомітету з питань автомобільного транспорту Комітету Верховної Ради України з питань транспорту.

## Життєпис
Народився у с. Кам'янка, Апостолівський район, Дніпропетровська область; дружина Ірина Павлівна (1971) — викладач Донецького національного університету; сини Олександр (1998) і Арсеній (2003).

### Освіта і ранні роки
Закінчив Дніпропетровський металургійний інститут (1988) за спеціальністю «Хімічна технологія твердого палива» та Донецький національний університет (2001) за спеціальністю «Економіка підприємства».
- 1979-81 — служба в армії.
- 1981-88 — слюсар-монтажник, вогнетривник, начальник виробничої дільниці, старший майстер, заступник начальника коксового цеху, Криворізький коксохімічний завод.
- 1988-90 — начальник коксового цеху, головний інженер, 1990—96 — директор, Єнакіївський коксохімічний завод.
- 1996-98 — голова правління ВАТ «Єнакіївський коксохімічний завод» — директор заводу.
- 1998—2000 — голова правління, ВАТ «Єнакіївський металургійний завод».
- 2000—2002 — заступник голови з питань базових галузей промисловості та енергетики, Донецької облдержадміністрації.
- З 04.2002—05.06 — генеральний директор, ВАТ "Металургійний комбінат «Азовсталь».

## Політика
Свою політичну діяльність почав у 2000 році, коли став заступником Віктора Януковича, який тоді очолював Донецьку ОДА.
- Народний депутат України 5-го скликання 04.2006—11.07 від Партії регіонів, № 31 в списку. На час виборів: генеральний директор ВАТ "Металургійний комбінат «Азовсталь», член ПР. Голова підкомітету з питань промислової політики Комітету з питань промислової та регуляторної політики та підприємництва (з 07.2006), член фракції Партії регіонів (з 05.2006).

- Народний депутат України 6-го скликання з 11.2007 від Партії регіонів, № 33 в списку. На час виборів: народний депутат України, член ПР.
- Народний депутат України 7-го скликання з 12 грудня 2012 року від Партії регіонів. Обраний по виборчому округу № 58, Донецька область. Член Комітету Верховної Ради України з питань транспорту і зв'язку.
- Народний депутат України 8-го скликання з 27 листопада 2014 року. Обраний від партії «Опозиційний блок» (№ 5). Голова підкомітету з питань автомобільного транспорту Комітету Верховної Ради України з питань транспорту.

З 2006 по 2014 — народний депутат 5, 6 та 7 скликань від «Партії регіонів», останній раз — за округом № 58 (м. Маріуполь Донецької області). З 2002 по 2006 був директором ПрАТ «Азовсталь».

## Критика
Фігурант антикорупційного розслідування за фактом податкових зловживань: у 2014 році видання «Тиждень» з'ясувало, що Білий витрачає на освіту сина у Великій Британії більше, ніж офіційно заробляє за рік уся його сім'я.
18 січня 2018 року був одним з 36 депутатів, що голосували проти Закону про визнання українського сувернітету над окупованими територіями Донецької та Луганської областей.

## Нагороди
- Орден «За заслуги» III ст. (1 травня 2011) — за вагомий особистий внесок у державне будівництво, багаторічну законотворчу та громадсько-політичну діяльність[11]
- Заслужений працівник промисловості України (15 липня 2003)[12]
- Медаль «10 років Незалежності України» (2001).
- Знак «Шахтарська слава» III ст. (2002).